# Raul Perez Martinez
Raul Perez Martinez (París, 1976) es un periodista y escritor español en euskera. Uniendo su afición por el ciclismo y la escritura ha escrito las biografías de Jacques Anquetil y Fausto Coppi.

## Biografía
Tras estudiar periodismo en Universidad de Leioa trabajó durante diez años en varios periódicos, como por ejemplo, en la revista Irutxulo, en el periódico Irutxuloko Hitza y en la revista Gaztezulo.
Posteriormente, ha trabajado de profesor de euskera en el euskaltegi AEK de Pasaia. Es aficionado al ciclismo y ciclista.
En 2012 ha autoeditado su primer trabajo,una biografía sobre el que fue cinco veces campeón del Tour de Francia, Jacques Anquetil. Este libro contiene un prólogo y un epílogo de los ciclistas Txomin Perurena y Luis Otaño. En 2018, ha publicado Biba Coppi!, la biografía de Fausto Coppi, conocido como "Il campionissimo".

## Obra
- Jacques Anquetil (Por el autor, 2012)
- Biba Coppi! (Por el autor, 2018)